# ゲージ・ワークマン
ゲージ・テイター・ワークマン（Gage Tater Workman, 1999年10月24日 - ）は、 アメリカ合衆国アリゾナ州チャンドラー出身のプロ野球選手（内野手）。右投両打。MLBのシカゴ・ホワイトソックス所属。

## 経歴

### プロ入り前
2017年のMLBドラフト14巡目（全体414位）でミルウォーキー・ブルワーズから指名されたが、この時は契約せずにアリゾナ州立大学へ進学した。大学ではプロ入り後にも続けて同僚となるスペンサー・トーケルソンと共にプレーした。

### プロ入りとタイガース傘下時代
2020年のMLBドラフト4巡目（全体102位）でデトロイト・タイガースから指名され、6月19日に契約を結んだ（契約金は約57万1400ドル） 。この年は新型コロナウイルスの影響でマイナーリーグの試合が開催されなかったため、公式戦の出場は無かった。
2021年、傘下のA級レイクランド・フライングタイガースでプロデビュー。A+級ウェストミシガン・ホワイトキャップスとAA級エリー・シーウルブズでもプレーし、3チーム合計で118試合に出場して打率.246、12本塁打、58打点、31盗塁を記録した。
2022年はAA級エリーでプレーし、128試合に出場して打率.225、14本塁打、68打点、30盗塁を記録した。オフにはアリゾナ・フォールリーグに参加し、ソルトリバー・ラフターズに所属した。
2023年はA+級ウェストミシガンとAA級エリーでプレーし、2チーム合計で100試合に出場して打率.239、13本塁打、48打点、19盗塁を記録した。
2024年はAA級エリーでプレーし、126試合に出場して打率.280、18本塁打、80打点、30盗塁を記録した。

### 2024年シーズン終了後
2024年12月11日のルール・ファイブ・ドラフトでシカゴ・カブスから指名され、移籍した。9試合に出場後DFAを経て、2025年4月26日に金銭トレードでシカゴ・ホワイトソックスに移籍し、同日行われたオークランド・アスレチックス戦ではミゲル・バルガスに代わり途中出場した。
ホワイトソックスからも5月12日付でDFAとなり、古巣であるタイガースに復帰した。タイガースでの40人枠入りは初めてとなる。

## プレースタイル
強肩を生かした守備には定評があり、遊撃手または三塁手として有望視されている。打撃はコンタクト力に難があるが、一発長打の魅力を秘めている。